# Seimatosporium mariae
Seimatosporium mariae är en svampart som först beskrevs av Clinton, och fick sitt nu gällande namn av Shoemaker 1964. Seimatosporium mariae ingår i släktet Seimatosporium och familjen Amphisphaeriaceae.   Inga underarter finns listade i Catalogue of Life.